# Lixophaga scintilla
Lixophaga scintilla är en tvåvingeart som beskrevs av Henry J. Reinhard 1953. Lixophaga scintilla ingår i släktet Lixophaga och familjen parasitflugor. Inga underarter finns listade i Catalogue of Life.